# Sotos
Sotos är en udde i Antarktis. Den ligger i Sydshetlandsöarna. Argentina, Chile och Storbritannien gör anspråk på området.
Terrängen inåt land är huvudsakligen kuperad, men norrut är den platt. Havet är nära Sotos norrut. Trakten är glest befolkad. Närmaste befolkade plats är Maldonado Station, 6,3 kilometer nordväst om Sotos. 